# فرانسیسکو رگیرو
فرانسیسکو رگیرو (اسپانیایی: Francisco Regueiro‎؛ زادهٔ ۲ اوت ۱۹۳۴) کارگردان فیلم، و فیلم‌نامه‌نویس اهل اسپانیا است.
از فیلم‌ها یا مجموعه‌های تلویزیونی که وی در آن‌ها نقش داشته‌است، می‌توان به عشق خوب اشاره نمود.